# Simone Clarke
Simone Clarke (* 1970 in Leeds, Yorkshire) ist eine englische Ballett-Tänzerin und erste Solistin des English National Ballet.

## Biografie
Simone Clarke wurde an der Royal Ballet School unterrichtet, trat dann dem Birmingham Royal Ballet bei und im Jahr 1988 schließlich dem English National Ballet. Während einer Chinatour im Jahre 2000 tanzte sie die Rolle der Odile/Odette in dem Ballett „Schwanensee“ als Gasttänzerin.
Ihr Lebenspartner ist der Tänzer Yat-Sen Chang, mit dem sie die 4-jährige Tochter Olivia hat.
Im Zuge einer verdeckten Untersuchung berichtete die Zeitung The Guardian im Dezember 2006, dass Simone Clarke Mitglied der rechtsextremen British National Party ist.